# Sibyll-Anka Klotz

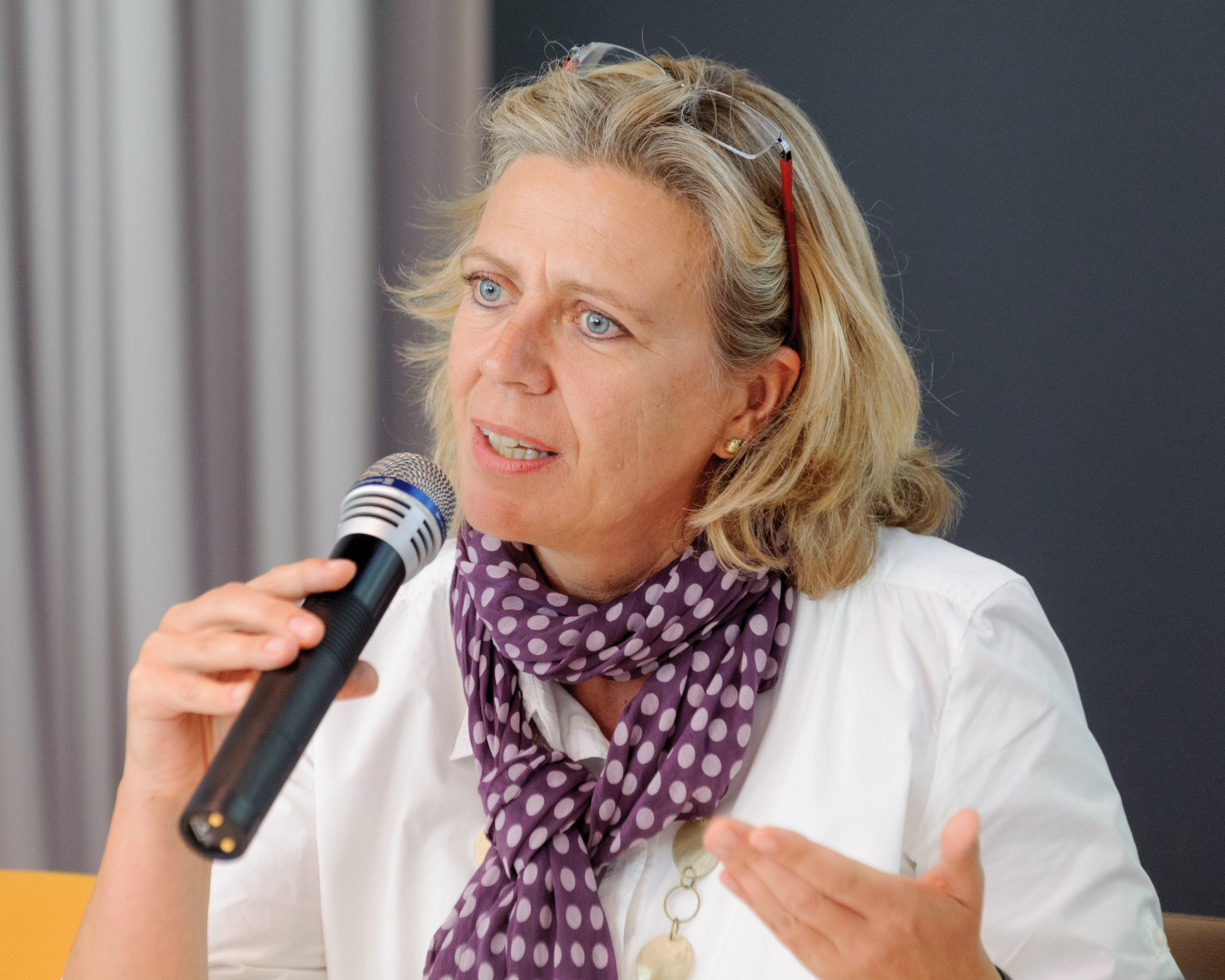
Sibyll-Anka Klotz (2012)

Sibyll-Anka Klotz (* 4. März 1961 in Berlin) ist eine deutsche Politikerin der Partei Bündnis 90/Die Grünen. Von November 2006 bis November 2016 war sie Stadträtin für Gesundheit und Soziales im Bezirk Tempelhof-Schöneberg, ab 2011 für Gesundheit, Soziales und Stadtentwicklung. Zuvor war sie zwischen 1991 und 2006 Mitglied des Abgeordnetenhauses von Berlin.

## Leben
Sibyll-Anka Klotz wuchs im Ostteil Berlins auf. Sie studierte an der Humboldt-Universität zu Berlin Philosophie und promovierte in dem Fach. Derzeit lebt sie mit ihrer Tochter und ihrer Lebensgefährtin in Berlin.

## Politik
Klotz war von 1983 bis 1989 Mitglied in der Sozialistischen Einheitspartei Deutschlands (SED). 1990 war sie an der Gründung des Unabhängigen Frauenverbandes (UFV) als Partei der Wendezeit in der DDR beteiligt. Seit 1995 ist Klotz Mitglied der Partei Bündnis 90/Die Grünen. Sie war 1991 bis 2006 Abgeordnete im Abgeordnetenhaus zu Berlin und wurde 2006 Stadträtin.

## Abgeordnete
Klotz wurde 1990 erstmals für den UFV in das Abgeordnetenhaus gewählt, der mit Bündnis 90 und den Grünen eine Fraktionsgemeinschaft bildete. 1995 und 2001 war sie bei den Berliner Landtagswahlen Spitzenkandidatin von Bündnis 90/Die Grünen. Im Abgeordnetenhaus war Klotz 1993 bis 1995, 1997 und von November 1999 bis Oktober 2006 Fraktionsvorsitzende ihrer Fraktion, von Januar 1998 bis November 1999 stellvertretende Fraktionsvorsitzende. Daneben war sie arbeitsmarkt- und frauenpolitische Sprecherin der Fraktion.
2001 war sie an den Verhandlungen zur Bildung eines rot/grünen Übergangssenates (Senat Wowereit I) und nach den Neuwahlen an Verhandlungen zur Bildung einer Ampelkoalition in Berlin beteiligt.